# Sergenterie de Saint-Lô
La sergenterie de Saint-Lô est une ancienne circonscription administrative de la Manche.

## Histoire
Elle faisait partie en 1612/1636 de l'élection de Carentan et Saint-Lô, en 1677 de l'élection de Carentan, puis en 1713 de l'élection de Saint-Lô, ces élections faisaient partie de la généralité de Caen.

## Composition
Elle comprenait la ville de Saint-Lô, y compris la paroisse Notre-Dame, et cinq autres paroisses :
1. Le Mesnil-Rouxelin.
2. Saint-Georges-Montcocq.
3. Saint-Ouen-de-Baudre.
4. Saint-Thomas-de-Saint-Lô, ancienne paroisse puis commune, aujourd'hui rattachée à Saint-Lô.
5. Sainte-Croix-de-Saint-Lô, ancienne paroisse puis commune, aujourd'hui rattachée à Saint-Lô.